# Lauco
Lauco (friuli nyelven Lauco) település Olaszországban, Friuli-Venezia Giulia régióban, Udine megyében. Lakosainak száma 657 fő (2023. január 1.). Lauco Ovaro, Raveo, Tolmezzo, Zuglio, Sutrio és Villa Santina községekkel határos.

## Népesség
A település népességének változása:
| Lakosok száma | 724  | 726  | 657  |
|               | 2017 | 2018 | 2023 |